# Wyck Godfrey

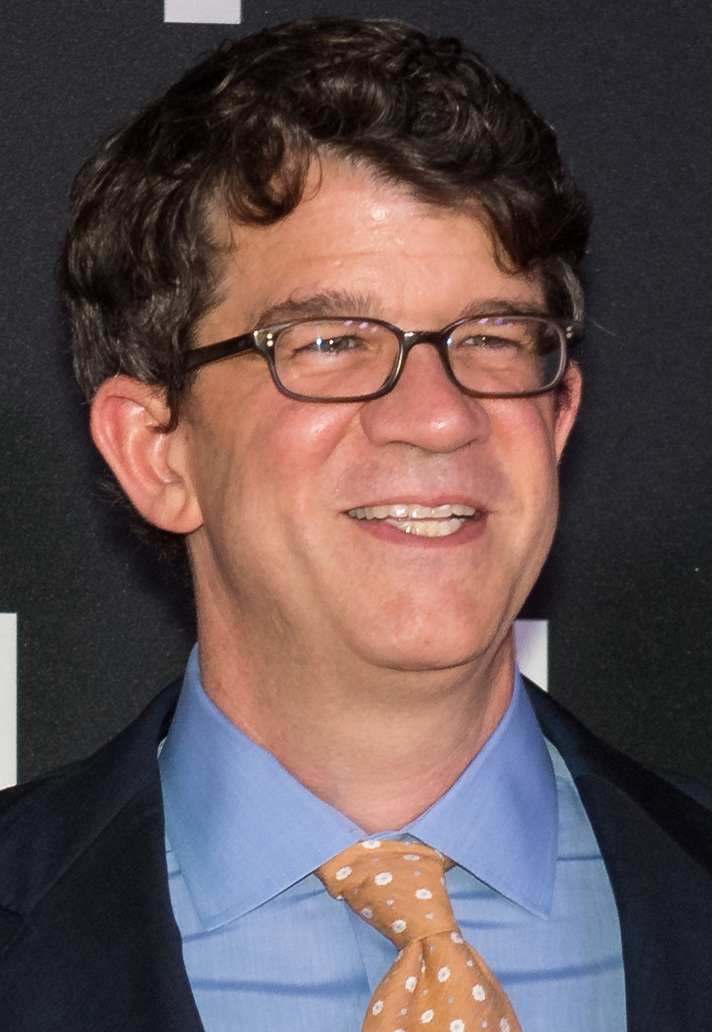
Wyck Godfrey im Jahr 2018

Wyck Godfrey (* 20. Jahrhundert) ist ein US-amerikanischer Filmproduzent.

## Leben
Wyck Godfrey studierte Anglistik an der Princeton University, wo er 1990 seinen Abschluss machte. Danach begann er seine Karriere als creative executive bei New Line Cinema, wo er an Titeln wie Die Maske und Dumm und Dümmer gearbeitet hat. 1995 wechselte er zu Horizon Pictures. Als Produzent war Godfrey bisher an mehreren Kinofilmen beteiligt, so 2004 an den Filmen I, Robot und Der Flug des Phoenix. Ebenfalls war er als Produzent an der Twilight-Reihe Twilight – Biss zum Morgengrauen (2008), New Moon – Biss zur Mittagsstunde (2009) und Eclipse – Biss zum Abendrot (2010) beteiligt.

## Filmografie (Auswahl)
Als Filmproduzent
- 2003: Der Kindergarten Daddy (Daddy Day Care)
- 2004: I, Robot
- 2004: First Daughter – Date mit Hindernissen (First Daughter)
- 2004: Der Flug des Phoenix (Flight of the Phoenix)
- 2006: Unbekannter Anrufer (When a Stranger Calls)
- 2006: Es begab sich aber zu der Zeit … (The Nativity Story)
- 2006: Eragon – Das Vermächtnis der Drachenreiter (Eragon)
- 2008: Management
- 2008: Twilight – Biss zum Morgengrauen (Twilight)
- 2009: New Moon – Biss zur Mittagsstunde (New Moon)
- 2010: Das Leuchten der Stille (Dear John)
- 2010: Eclipse – Biss zum Abendrot (Eclipse)
- 2010: Alles muss raus (Everything Must Go)
- 2011: 10 Jahre – Zauber eines Wiedersehens (10 Years)
- 2011: Breaking Dawn – Biss zum Ende der Nacht, Teil 1 (The Twilight Saga: Breaking Dawn – Part 1)
- 2012: Breaking Dawn – Biss zum Ende der Nacht, Teil 2 (The Twilight Saga: Breaking Dawn – Part 2)
- 2013: Stirb langsam – Ein guter Tag zum Sterben (A Good Day to Die Hard)
- 2013: Safe Haven – Wie ein Licht in der Nacht (Safe Haven)
- 2014: Das Schicksal ist ein mieser Verräter (The Fault in Our Stars)
- 2014: Maze Runner – Die Auserwählten im Labyrinth (The Maze Runner)
- 2015: Tracers
- 2015: Kein Ort ohne dich (The Longest Ride)
- 2015: Margos Spuren (Paper Towns)
- 2015: Maze Runner – Die Auserwählten in der Brandwüste (Maze Runner: The Scorch Trials)
- 2017: Power Rangers
- 2018: Uncle Drew – Alle anderen sind Anfänger (Uncle Drew)
- 2018: Maze Runner – Die Auserwählten in der Todeszone (Maze Runner: The Death Cure)
- 2018: Love, Simon
- 2018: Down a Dark Hall
- 2018: Aufbruch zum Mond (First Man)
- 2018: The Hate U Give
- 2018: So ist das Leben – Life Itself (Life Itself)
- 2019: The Kill Team
- 2022: On the Come Up
- 2022: Smile – Siehst du es auch? (Smile)
- 2023: Jemand, den ich mal kannte (Somebody I Used to Know)
- 2024: Schlaft gut, ihr fiesen Gedanken (Turtles All the Way Down)
- 2024: Mrs. Roosevelt und das Wunder von Earl’s Diner (The Supremes at Earl’s All-You-Can-Eat)
- 2024: Bagman
- 2024: Smile 2 – Siehst du es auch? (Smile 2)
- 2025: Clown in a Cornfield
- 2025: My Oxford Year